# Gefallenendenkmal Evestorf

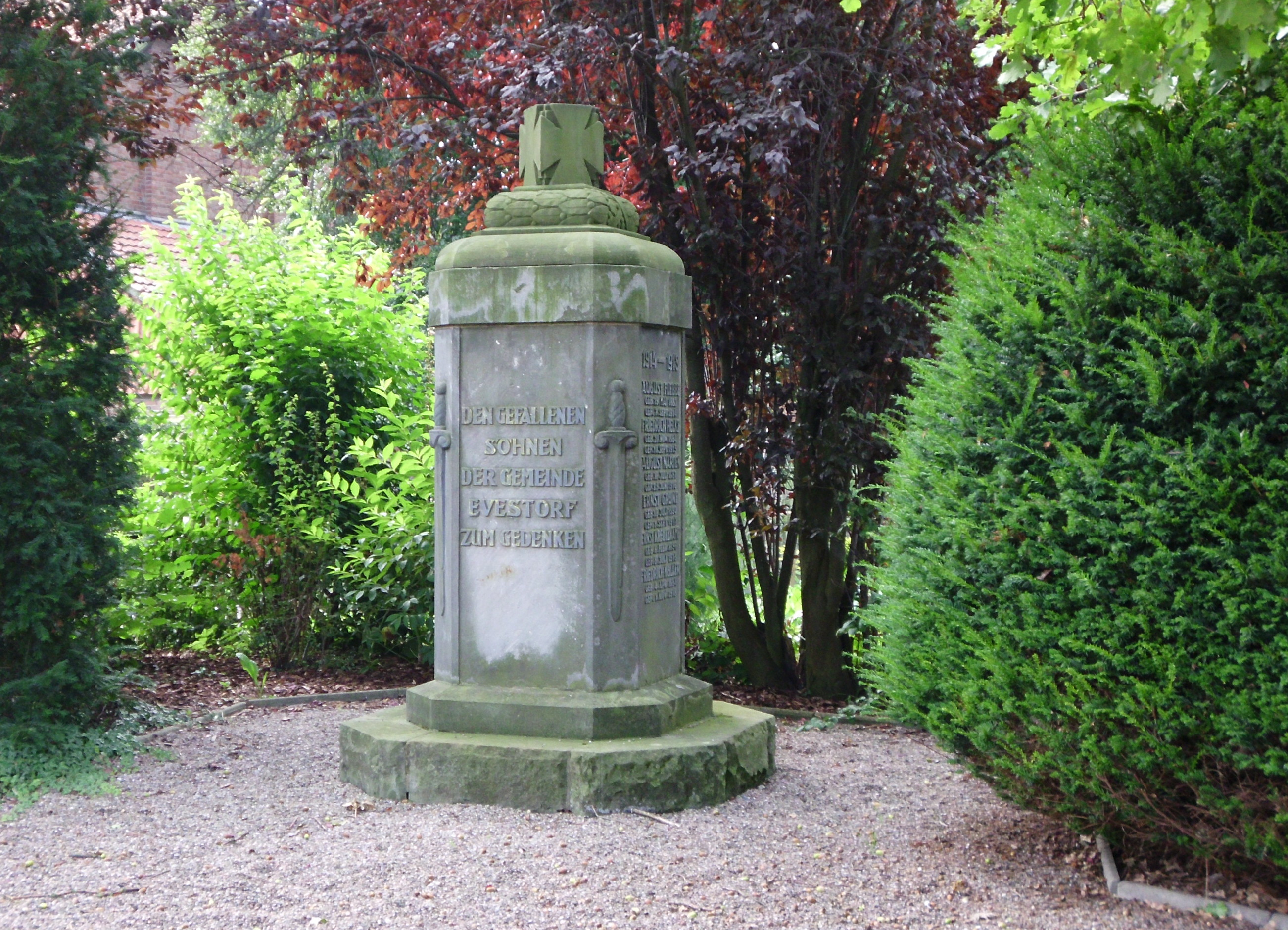
Das Gefallenendenkmal in Evestorf

Das Gefallenendenkmal ist ein Baudenkmal in Evestorf, einem Ortsteil von Wennigsen in der Region Hannover in Niedersachsen.

## Geschichte

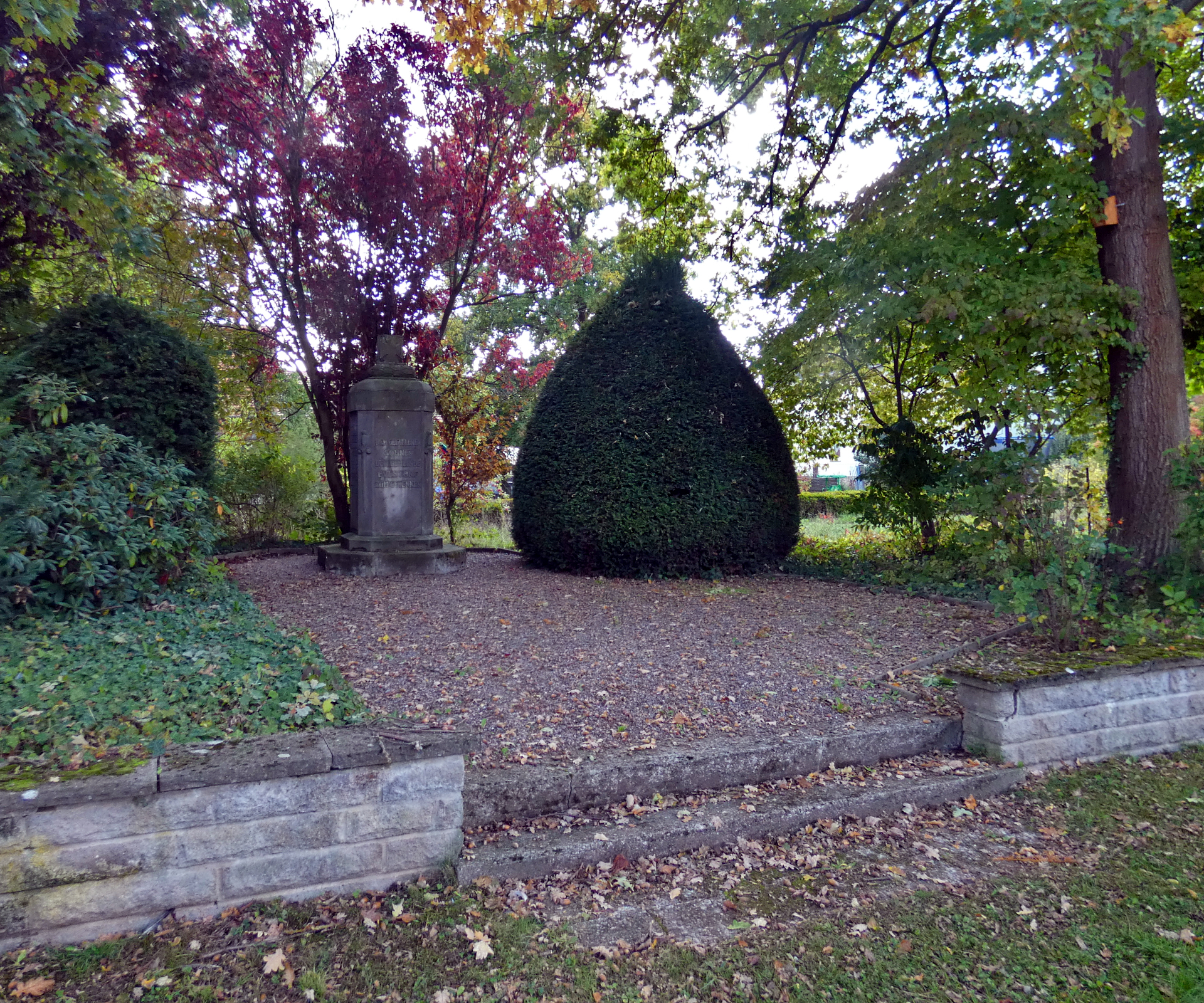
Denkmal und Umgebung

Das im Jahr 1921 von der Firma Mensing aus Wealdensandstein gefertigte Denkmal
stand im damaligen Gemeindegarten an der Hannoverschen Straße. Diese war von den 1930er Jahren bis 2003 eine Teilstrecke der B 217.
Das Denkmal wurde 1963 von der viel befahrenen Bundesstraße weg an seinen neuen Standort an der Straße Zum Rießenfelde versetzt.
Seit 1987 steht das Gefallenendenkmal unter Denkmalschutz.
Der „Kriegerverein Holtensen und Evestorf“ legte alljährlich einen Kranz am Denkmal nieder.
Dies wird mittlerweile durch den Ortsrat Evestorf fortgesetzt.
Zudem dient das Denkmal als Ort der in den 2010er Jahren durch den Gemeinderat Wennigsen initiierten Gedenkveranstaltungen zur Pogromnacht und dem Tag des Gedenkens an die Opfer des Nationalsozialismus.

## Beschreibung
Das aus einem 250 cm hohen Sandsteinblock gearbeitete Denkmal steht von Büschen und Bäuen umgeben auf einer mit einem Mäuerchen eingefriedeten Fläche.
Die an den abgeschrägten Kanten mit schwertförmigen Reliefs verzierte Stele mit quadratischen Grundriss steht auf einem achtseitigen treppenförmigen Sockel. Die Flächen tragen erhaben gearbeitete Inschriften.
Die Bekrönung des Denkmals ist ein vierseitig gestaltetes Tatzenkreuz.

Die Inschrift an der Vorderseite lautet 

„DEN GEFALLENEN SÖHNEN DER GEMEINDE EVESTORF ZUM GEDENKEN“

An der rechten Seite stehen unter der Inschrift „1914–1918“ die Namen der im Ersten Weltkrieg Gefallenen,
an der linken Seite und der Rückseite stehen unter der Inschrift „1939–1945“ die Namen der im Zweiten Weltkrieg Gefallenen des Ortes.

## Denkmalschutz
Das Gefallenendenkmal gehört zu den nur zwei Baudenkmalen in Evestorf.
Es ist als Einzeldenkmal gemäß § 3 Abs. 2 NDSchG unter einer nicht persistenten Objekt-ID geschützt.
An der Erhaltung des Gefallenendenkmals in Evestorf besteht aufgrund der Bedeutung für die Orts- und politische Geschichte sowie der straßenbildprägenden Wirkung ein öffentliches Interesse.